# Munroe Falls, Ohio
Munroe Falls là một thành phố thuộc quận Summit, tiểu bang Ohio, Hoa Kỳ. Năm 2010, dân số của thành phố này là 5012 người.

## Dân số
- Dân số năm 2000: 5314 người.
- Dân số năm 2010: 5012 người.